# Tổn thất chấp nhận được
Tổn thất chấp nhận được hay còn gọi là thiệt hại có thể chấp nhận được, là một uyển ngữ quân sự được sử dụng để chỉ ra thương vong nhân mạng hoặc hủy hoại vật chất, gây ra bởi kẻ thù được coi là nhỏ và có thể chịu đựng được. Trong các tình huống chiến đấu, các nhà lãnh đạo và tướng lĩnh thường phải quyết định lựa chọn giữa các lựa chọn trong đó không có giải pháp nào là hoàn hảo, tất cả các lựa chọn đều có thương vong hoặc mất mát khác cho quân đội của chính họ.
Một ví dụ thực tế ở mức độ nhỏ là cuộc tiến công của quân đội bị chặn lại bởi một bãi mìn. Trong nhiều hoạt động quân sự, tốc độ hành quân quan trọng hơn sự an toàn của quân đội. Do đó, quân đội vẫn phải vượt qua bãi mìn bằng mọi cách ngay cả khi có một số thương vong.
Ở cấp độ chiến lược lớn hơn, có giới hạn về số lượng thương vong và công chúng sẵn sàng chịu đựng khi quân đội họ tham chiến. Ví dụ, đã có một cuộc tranh luận diễn ra về cách mà các khái niệm liên quan tổn thất có thể chấp nhận được ảnh hưởng đến cách Hoa Kỳ tiến hành các hoạt động quân sự của mình.
Khái niệm về tổn thất có thể chấp nhận cũng đã được áp dụng cho kinh doanh, có nghĩa là chấp nhận rủi ro cần thiết và chi phí chung cho hoạt động kinh doanh, cũng được bao gồm các khoản như lãng phí hoặc hình thức khác.
Cụm từ này có liên quan đến khái niệm rủi ro chấp nhận được, được sử dụng trong nhiều lĩnh vực như y học và chính trị, để mô tả một tình huống trong đó một quá trình hành động được thực hiện vì lợi ích dự kiến sẽ phải vượt qua các mối nguy tiềm ẩn.